# Prižnica Sienske stolnice
Prižnica v Sienski stolnici je osmerokotna zgradba v Sienski stolnici, ki so jo oblikovali Nicola Pisano  in njegovi pomočniki Arnolfo di Cambio, Lapo di Ricevuto in Nicolasov sin Giovanni Pisano med jesenjo 1265 in jesenjo 1268. Prižnica s sedmimi pripovednimi ploščami in devetimi okrasnimi stebri, izklesanimi iz carrarskega marmorja, prikazuje talent Nicole Pisana za vključevanje klasičnih tem v krščansko tradicijo, zaradi česar sta Nicola Pisano in prižnica predhodnika klasičnega preporoda italijanske renesanse.

## Zgodovina
Razcvet mesta Siena v 13. stoletju je povzročil povečanje državljanski ponos in zanimanje za javna dela. Leta 1196 je bil katedralni ceh zidarjev Opera di Santa Maria zadolžen za izgradnjo nove stolnice, ki bi nadomestila prvotno zgradbo, zgrajeno v 9. stoletju.  Številnim umetnikom je bilo naročeno, da pozlatijo notranjost in fasado nove stolnice. Za gradnjo prižnice je bila v Pisi 29. septembra 1265 sklenjena pogodba med umetnikom Nicolo Pisanom in cistercijanom Fra Melanom, ki je bil mojster del stolnici. Nicola si je slavo prislužil z delom na prižnici v krstilnici v Pisi, ki jo je končal leta 1260. Ta pogodba je določala natančne klavzule, kot so »gradivo, čas dela (Nicola naj bi bil odsoten le 60 dni na leto). plačilo in sodelavce«. Prav tako je pisalo, da bi moralo biti namesto petih plošč, kot so v Pisi, sedem plošč, in tudi, da mora Pisano uporabiti sienski carrarski marmor. »Za to delo bo Nicola, magister lapisorum, prejemal osem pisanskih soldov na dan, njegova dva učenca Arnolfo di Cambio in Lapo pa po šest soldov na dan in - če bi delal - potem ... Nicola naj bi prejemal štiri solde na dan, ki se izplačajo njegovemu očetu«.

## Umetnik
V skladu z arhivom sienske stolnice se je Nicola Pisano rodil Petrusu de Apulii med letoma 1200 in 1205 v mestu v Apuliji ali morda v Pisi. Nicola se je morda učil v cesarskih delavnicah svetega rimskega cesarja Friderika II., ki je umetnike spodbujal k »oživitvi klasičnih oblik«, kjer so »reprezentativne tradicije klasične umetnosti dobile novo življenje in duhovno moč«. Friderik je bil naklonjen zlitju klasične in krščanske tradicije.
Pred svojim naročilom za prižnici v Sienski stolnici je Nicola delal na dveh glavah grifonov v Apulii, oblikovanih z »lahkimi valovitimi površinami, ki dajejo mehak chiaroscúro učinek«, kar kaže, da so nanj že zgodaj v karieri vplivali rimski kipi. V komentarju o navdihu, ki so ga rimski sarkofagi imeli o Nikolo, je Vasari zapisal: »Nicola, ki je premišljeval o lepoti teh del in je bil nad njimi zelo navdušen, je z veliko pozornosti in skrbnosti posnemal take in nekatere druge dobre skulpture, ki so bile na teh starodavnih sarkofagih, da je bil po kratkem času proglašen za najboljšega kiparja svojega časa; v tistih časih je deloval v Toskani«.
Prvo zabeleženo delo Nicolasa je bila prižnica v krstilnici v Pisi leta 1260. To delo je na več načinov predhodnik sienske prižnice. Eden je »Sinteza francoskih gotskih in klasičnih elementov, ki vključuje zelo zapleten program«. Prižnica v Pisi je postavljena na tri stebre, ki »počivajo na navadnih bazah« in tri, ki »počivajo na hrbtih levov«. Prižnica ima, tako kot sienska, pravokotne reliefne plošče, ki vsebujejo pripoved o Kristusovem življenju, vendar je popisana v samo šestih odsekih, kjer je na prižnici v Sieni osem plošč. Nicola je na prižnici v Pisi izpopolnil svoj klasični slog.

## Prižnica
Prižnica je osmerokotna in ima osrednji steber na podstavku, ki je obkrožen z vklesanimi figurami 'filozofije' in 'sedmih svobodnih umetnosti'. Obstaja osem zunanjih stebrov iz granita, porfirja in zelenega marmorja, ki so »izmenično podprti, tako kot prižnica v Pisi, na ravnih bazah ali levih«. Na ploščah so vklesani reliefi, ki »predstavljajo Kristusov cikel od Obiskovanja do Poslednje sodbe. Vidik teh plošč je, da vsak prikazuje več kot eno temo, medtem ko je Poslednja sodba povedana v dveh reliefih. Plošče te monumentalne prižnice imajo enak slog kot poznoantični in rimski sarkofagi. Nicola se je med vsako ploščo na vogalnih odsekih odločil, da bo vključil krščanske simbole, s katerimi bo zgodba linije plošč lažje tekla. Številne figure v vsaki sceni s svojim chiaroscúro učinkom kažejo na bogastvo površja, gibanja in pripovedi.
Sedem prizorov na parapetu, ki pripovedujejo Kristusovo življenje so:
- Obiskovanje in Rojstvo
- Potovanje in Poklon sv. Treh kraljev
- Predstavitev v templju in Beg v Egipt
- Poboj nedolžnih
- Križanje
- Poslednja sodba z blaženimi
- Poslednja sodba s prekletimi

## Plošče
Obiskovanje in Rojstvo 
Obiskovanje -  V prvem kotu je na levi strani podoba Marije z angelom, ki prinaša Oznanjenje. Desno od tega sta dve ženski, ki izgledata kot rimski matroni, ki se prijemata za roke, »izvajata srečanje«. Pod njima sta dve babici, ki umivata otroka, kar je lahko delo Arnolfa di Cambija.
V središču reliefa je Marija sproščena kot »klasična boginja ali cesarica«. Desno od nje plošča prikazuje gostujoče pastirje, ki so »oblečeni v rimske tunike, medtem ko so njihove ovce, zbrane okoli Devičine postelje, zagotovo zbrane iz neke deviške pastorale ali iz iskanja Jazona. Zgoraj desno nad pastirji vdira velika glava rimskega cesarja, njegova brada in lasje so dobro skodrani po pravi modi«. Tudi na tej plošči je mogoče videti vpliv francoske gotike. Nad obema rimskima matronama se pojavi podoba gotskega loka in »značaj te arhitekture, njena relativna eleganca in tankost proporcev kažeta na čezalpski vpliv«.
 Potovanje in Poklon Treh kraljev 
Med podobami pastirjev na obisku Mariji in novorojenem Jezusu do naslednje plošče, ki vsebuje Potovanje in Poklon Treh kraljev, stoji podoba Izaije, preroka iz 8. stoletja. Reliefi plošč se začnejo s konjeniki, ki jahajo z leve z drugimi živalmi, kot so kamele in psi, tudi vklesani v ploščo. Rastlinje, ki je izklesano nad kralji, kaže na to, da je Nicola želel prikazati naravoslovne teme. V zgornjem desnem kotu je prizor z Jezusom, ki se mu poklonijo kralji, medtem ko sedi v naročju svoje matere. Pregib oblačil, ki jih nosi vsak lik in vzorec oblike 'S' v laseh označuje rimski slogovni vpliv.
 Predstavitev v templju in Beg v Egipt 
Podoba Marije, ki drži otroka Jezusa, je vrezana posebej, in ločuje Poklon od naslednje plošče, ki vsebuje Predstavitev in nato Beg. Tempelj leži v zgornjem levem kotu in obvladuje prikrite figure pod plaščem spodaj. Slog zgradbe je spet gotski, ki je v kombinaciji z rimskim slogom plošče. Na dnu leve strani je pripoved o Mariji in Jožefu z otrokom Jezusom, ki se srečata s Simeonom zunaj templja. Potem je takoj na desni strani teh figur rezbarija Svete družine, ki na hrbtu mule beži v Egipt.
 Poboj nedolžnih 
Od Bega v Egipt do četrte plošče Poboj nedolžnih je podoba treh angelov. Ta relief je tisti, ki zavzame osrednje mesto na prižnici. Je tudi edina plošča, ki ne vsebuje Jezusa ali njegove družine, ker prikazuje, kdaj je kralj Herod odredil množično pobijanje sinov v Betlehemu, da bi se izognil prerokbi, da bo »kralj Judov« zasedel njegov prestol. Ta plošča je tudi nov dodatek tradiciji prižnic. Ni je mogoče najti na prejšnji prižnici v Pisi, razlikuje pa se tudi od svojih predhodnic po tem, da ima 24 golih otrok in ne običajne 3 ali 4. Ta plošča je dober primer Nicolasove pozornosti do čustev in gibanja. Boj med družinami, ki stiskajo svoje otroke in rimskimi vojaki (v tradicionalni rimski uniformi) je prava klasična oblika. Rečeno je, da je imel Giovanni Pisano z »izostrenimi dramatičnimi učinki« lahko vlogo pri ustvarjanju tega reliefa.
 Križanje 
Desno od Pokola stoji podoba Jezusa in štirih evangelistov. Ta rezbarija uvaja naslednjo reliefno ploščo, ki prikazuje Križanje. V sredini na plošči Jezus visi na križu, ki je tradicionalno prikazan z glavo, ki mu pada na stran in skromno prekrit s krpo okoli mednožja. Nov dodatek, ki ga je Nicola naredil križanemu Odrešeniku, je spajanje Kristusovih nog na križu z enim žebljem. Tega nismo videli pred 13. stoletjem. Okrog Jezusa je prizor opazovalcev in žalovalcev. Levo od Kristusa stoji podoba Marije, ki žaluje. Njena drža in čustva sta še en motiv 13. stoletja, saj je bilo običajno, da je Devica omedlela. Ta plošča je tudi dober primer Nicolasovega razumevanja globine, saj so figure v ospredju največje.
Poslednja sodba z blaženimi 
Prižnica se konča z dvema ločenima ploščama, ki prikazujeta Poslednjo sodbo s Kristusom, ki sodi blaženim in prekletim. Tako kot pri prižnici v Pisi so tudi te plošče razporejene v slogu amfiteatra, tako da postavijo figure v vrste eno na drugo. Vsak lik na obeh reliefih je zelo individualiziran, skoraj narejen v portretnem slogu. Liki shranjeni na plošči na levi strani Kristusa sedijo mirno, nekateri gledajo proti Jezusu, medtem ko je na desni strani prizor v pekel potisnjenih likov veliko bolj kaotičen in čustven. Obstajajo pošasti in hudiči, ki trgajo ljudi, v levem kotu pa je podoba angelov, ki odločajo, koga je treba prekleti. Prižnica konča svoje pripovedno zaporedje s skulpturo »žalostnih in prestrašenih angelov, ki slišijo rog uničenja«.

## Stebri
Osrednji steber stoji na veliki bazi, ki je okrašena z upodobitvami sedmih svobodnih umetnosti in filozofov.
- Slovnica, kot mlad fant, ki s knjigo v naročju bere
- Dialektika, kot stara učenjakinja z nagubanim obrazom
- Retorika, kot ženska, ki kaže na knjigo
- Filozofija, kot ženska, oblečena v bogato okrašena oblačila in z baklo
- Aritmetika, kot gospa, ki šteje na prste
- Glasba, kot ženska, ki igra kitaro
- Astronomija kot učenjak, ki ima astrolab

Zunanji stebri, ki se izmenjujejo nad ravno bazo ali levjim hrbtom, so primeri srednjeveške tradicije, tako kot so trojni loki za povezavo med njimi. Okrasne listne lastnosti kapitelov so gotska širitev tradicionalnega korintskega kapitela. Zgornji in spodnji venec sta enako bogato izrezljani

## Dodatki po Pisanu
Stopnišče je iz leta 1543, zgradil ga je Bartolomeo Neroni. Istočasno so prižnico prestavili s kora na sedanjo lokacijo. Dvignjena je bila na kvadratno podlago, na vsaki strani je še štrleč pravokoten dodatek.

## Povzetek
Ali se je Nicola Pisano naučil, kako ceni neoklasicizem v delavnici Friderika II., ali je navdih črpal iz ruševin rimskega kiparstva, ki so bile v tistem času posejane po Pisi, si lahko le predstavljamo, toda znano je, da je Nicola kombinacijo krščanskih tradicij, kot je pripoved o Kristusu z uporabo rimskega in poznoantičnega sloga, obvladal. Ko je bila podobna prižnica v Pisi leta 1260 končana in ta prižnica v Sieni leta 1268, je razvidno, da je Nicola sprejel klasično oživitev pred tistimi, ki veljajo za renesančne umetnike.